# Драгасимів
Драга́симів — село в Україні, у Снятинській міській громаді Коломийського району Івано-Франківської області.
Відповідно до Розпорядження Кабінету Міністрів України від 12 червня 2020 року № 714-р «Про визначення адміністративних центрів та затвердження територій територіальних громад Івано-Франківської області» увійшло до складу Снятинської міської громади.

## Географічні дані
Площа населеного пункту - 261,40 га. Населення (на 2010 рік) — 541 чол. Відстань до Снятина — 14 км, до Івано-Франківська — 110 км. Село Драгасимів розкинулося над лівим берегом річки Черемош, південно-західніше Снятина. Поштовий індекс - 78361.
Село Драгасимів межує на заході з Тучапами, на сході – з Княжем. На півдні село омиває ріка Черемош, на півночі його облягають пологі схили з красивим лісом, за якими – поля. В селі є три великі вулиці, які з центральної дороги тягнуться аж під береги Черемоша.

## Назва
Топонім походить від особової назви Драгасим. Перший член цього імені Драго — засвідчений у багатьох давньослов’янських іменах: Драгомилъ, Драгомиръ, Драгославъ, а другий — сим (старослов’янське «съмь» - особа, «съмь» - родина). За народними переказами село назване на честь синів Драги, одного з перших поселенців, чи власників села, що проживав тут раніше. Саме тому, його вважають першозасновником населеного пункту. На честь його синів і було назване село - Драги Синів – Драгасинів - Драгасимів.
Є й інші народні перекази. Наприклад, Миронюку Петру Григоровичу, 1887 року народження, розказував його дід, що першим поселенцем села був козак Чичул, другим був його предок Микола Миронюк. Є ще один переказ, що перші поселенці були похожі на «драбів» - гайдуків. За цими переказами село заснували Драби-сини, і звіси спершу пішла назва Драсинів. Між іншим, назва Драсинів, як скорочена від Драгасимів, і зараз часто звучить в устах мешканців як самого Драгасимова, так і Княжа та Тучап. По суті, всі ці перекази не перечать один одному, а їх доповнюють: Драга міг бути гайдуком і власником землі, першими селянами могли бути Чичул і Миронюк, ці прізвища і зараз найпоширеніші у селі.

## Історія

### Середньовіччя
Перша письмова згадка про село Драгасимів в джерелах за 1537 рік.
За архівними даними Драгасимів, «село недавно засноване», у 1561 році налічувало три мешканці, а у 1565 році 10 жителів. У 1631 році польський король Сигизмунд III надав Янові Хроновському і його дружині Христині Завішанці за послуги у боротьбі з татарами урочище (пустку) Драгасимів: «За відвагу дозволяю йому вживати до кінця життя Драгасимів між селами Тучапи і Княже з другої сторони. На цьому місці можна буде селити людей… Відпускаю їм до тієї пустки трьох селян з Княжого: Дениса, Медя і сина». Що стосується значення слова «пустка», або «пустиня», які часто зустрічаються в тогочасних архівних документах Галичини, то за дослідженнями Івана Франка, вони означають незаймані або покинуті землі. А землі прикордонних надчеремошських сіл не раз в своїй історії ставали «пустками», особливо після татарсько-турецьких спустошень, про що і свідчить дарча грамота короля Сигизмунд III Янові Хроновському з дружиною.
1745 року у відродженому після османської навали селі Драгасимів, яке на той час налічувало 12 родин, і де жило лишень 40 віросповідних осіб, для їх дітей отець Петро Левицький на обійстю своєї парафіяльної резиденції при Церкві Святої Параскеви відкрив першу невеличку парафіяльну школу. Вона є найранішою з усіх досі відомих архівних повідомлень про сільські школи не тільки на Снятинщині, але й на усій території Прикарпаття.

### Австрійські часи
В 1841 році в селі була церква святої Параскевії Сербської Снятинського деканату Львівської дієцезії, яка належала до парафії в Тучапах, парохом якої був отець Николай Колянківський, 1803 р.н., висвячений 1830 року. Церква тоді мала 383 віруючих греко-католиків. Сучасна церква святої Параскевії Сербської побудована і освячена в 1848 році. Того ж року в селі проживало 788 греко-католиків, 29 римо-католиків, євреїв – 15; загалом було 832 жителі села.
На початку XX ст. власність дідича Каєтана Криштофовича у Драгасимові становила 4 морги орних угідь, пасовиськ – 21 морг, ліса – 10 моргів. Селяни мали 592 морги поля, лук і городів – 105 моргів, пасовиськ – 21 морг і лісу - 10 моргів. Віруючих греко-католицького віросповідання у селі було 490 осіб, римо-католиків – 5 і 7 євреїв. Всього мешканців в селі проживало 502.
Вісник пошт і телеграфів за 1910 рік нараховує в Драгасимові 721 особу. Зменшення числа мешканців спричинила еміграція селян за океан, яка розпочалася з 1900 року. У виданій у Канаді книзі «Українські піонери» Іван Винничук з Драгасимова називається у числі перших піонерів — українських переселенців до Канади.

### Польська окупація
У Драгасимові на 30.09.1921 року було 150 будинків, мешканців – 715, на 9.12.1931 року – 164 будинки, а мешканців – 693. Вісник Державний про міста і села Речі Посполитої, виданий у Варшаві в 1933 році, подає на 1 квітня 1932 року наступні дані про Драгасимів: площа села становила 4,98 квадратних кілометрів, здатних до господарювання угідь – 4,85 квадратних кілометрів, орного поля – 3,61 квадратних кілометрів. У 1934-1939 роках село входило до ґміни Залуче Снятинського повіту Станиславівського воєводства. Напередодні Другої світової війни село налічувало 720 мешканців, у тому числі 685 українців, 5 поляків і 30 євреїв.
У Драгасимові на Переводі був збудований водяний тартак – лісопильня, про який згадує у виданій у Канаді книзі «Вогонь родиться з іскри» Степан Касіян.

### Збройна боротьба
Драгасимів з 1942 по 1951 рік був станицею сотні УПА, яка вчинила відчайдушний опір комунізації і колективізації села.Діяльність сотні УПА припинилася після депортації села в влітку 1951 року. Опір виселенню села вчинили останні три бійці сотні, які загинули в збройній сутичці з карателями НКВС-НКДБ. Село понесло важкі втрати в часи Другої Світової війни і у післявоєнний час. Перші депортації відбулися у 1940-41 рр., коли НКДБ арештувало інтелігенцію села і всіх 12 молодих хлопців розстріляли у Станіславській тюрмі у травні 1941 року. Геноцид продовжено шляхом насильної мобілізації в Червону армію — на фронтах Другої Світової війни загинуло 32 драгасимівці, 17 повернулося з війни інвалідами. У протистоянні з розміщеним у селі гарнізоном НКДБ загинуло 13 сільських повстанців, від рук боївки УПА за колабораціонізм і зраду загинуло 6 односельців. 9 осіб померло від голоду 1947 року, який спричинений колективізацією села. 
У 1951 році, на Зелені Свята, за участь національно-визвольній боротьбі та за масову підтримку Української Повстанської армії село Драгасимів більшовицькою владою було повністю виселене, у селі осталося, як і в 1561 році, всього три родини. Лише через 10-ліття люди почали повертатися з заслання і відроджувати своє рідне село.

### Відродження
Драгасимів, як міфічний Фенікс, повстав з попелу і руїн, відродився у новій красі, протягом століть жоден завойовник не зміг стерти його з лиця землі. Село стало селом-пам’ятником незнищенності національного духу, вірності українській ідеї і рідній землі.
У селі в 1989 році встановлено пам'ятник односельцям, які загинули на фронтах війни, у 1993 році насипана символічна Пам'ятна могила борцям за волю України, встановлені пам'ятник жертвам комуністичного режиму і пам'ятник Тарасу Шевченку.
У селі збудовано дві каплички і відреставровано закриту комуністами в 1962 році церкву Святої Параскевії Сербської, яка належить до УПЦ КП. Пам'ятка архітектури №941. З 2005 р. настоятель — протоієрей Володимир Івасюк.

## Самоврядування
До 1951 року, часу депортації Драгасимова до Миколаївської області, село, як і інші села району, мало власну місцеву владу ще з австрійських часів.
На сьогодні відомим війтом Драгасимова в останні роки Австро-Угорської імперії був Середюк Микола Федорович. В польські часи солтисом у Драгасимові був Маценко Онуфрій Семенович, під час угорсько-німецької окупації начальником громади (солтисом) села був Маценко Степан Іванович.
У радянські часи головами виконкомів сільської ради були Грицюк Семен Козьмович, Фербей Григорій і Карп’юк Григорій. Всі депутати сільської ради її останнього скликання, крім двох працівників сільради, були депортовані у 1951 році. Після відродження села орган місцевого самоврядування попри заборону партійних органів був відновлений 11 березня 1953 р. мещканцями, що самовільно повернулися із заслання в село (дві родини з Миколаївської області повернулися в село пішки) і обрали головою сільвиконкому Фодчука Григорія Івановича. Однак восени 1954 року після фактичного повстання селян, яке організували сільські депутати проти комуністичної влади, яка намагалася заборонити відновлення поруйнованої церкви, Драгасимівська сільська рада була розформована і більше не відновлювалася — Княже і Драгасимів стали об’єднаною територіальною громадою. У часи незалежної України Княжівська сільська рада уособлює місцеве самоврядування на два села і є повноправним представником жителів Княжа і Драгасимова.

## Сучасність
2013 рік — вулицю Касіяна (в народі — Горіска, Горішня) перейменували на вулицю Кузьми Хобзея — відомого сільського громадського діяча, політичного в'язня, який до смерті проживав у будинку на початку цієї вулиці.
У 2017 р. на базі місцевої загальноосвітньої школи створили навчально-виховний комплекс, де діти також проходитимуть дошкільне навчання.

## Населення

### Мова
Розподіл населення за рідною мовою за даними перепису 2001 року:
| Мова       | Кількість | Відсоток |
| ---------- | --------- | -------- |
| українська | 542       | 99.82%   |
| польська   | 1         | 0.18%    |
| Усього     | 543       | 100%     |

## Відомі люди
- Іван Плешкан, Кузьма Хобзей — громадські діячі, покійні;
- Іван Гринчук — полковник медичної служби, Заслужений працівник охорони здоров'я України, заступник начальника Головного клінічного госпіталю міністерства оборони України;
- Володимир Грицюк — журналіст, колишній головний редактор газети «Голос Покуття», кол. депутат Снятинської районної ради, покійний;
- Степан Грицюк — Журналіст, кореспондент львівського телеканалу «НТА» та всеукраїнського 1+1;
- Дмитро Грицюк — депутат Снятинської районної і Івано-Франківської обласної рад, лікар-стоматолог;
- Михайло Карп'юк — полковник у відставці, кандидат військових наук (РФ);
- Микола Кобилюк — журналіст газети «Молодий буковинець» (місто Чернівці), музикант гурту Stelsi;
- Василь Маценко — кандидат математичних наук, доцент Чернівецького державного університету ім. Федьковича;
- Василь Чичул — Заслужений будівельник України, директор Снятинської РБТ № 16.

17.Івасюк Андрій